# Дом Максимова
Дом Максимова (Здание городской управы) — здание в Ростове-на-Дону, построенное в середине XIX века в стиле классицизм. Это одна из самых старых каменных построек города, сохранившихся до наших дней. Первым хозяином дома был купец П. Р. Максимов. Дом Максимова имеет статус объекта культурного наследия регионального значения.

## История

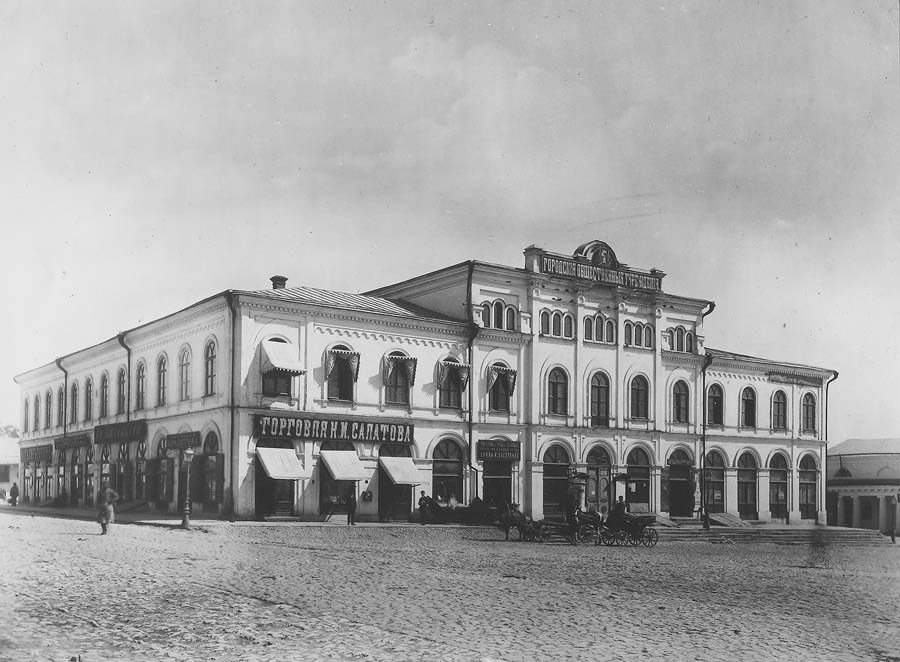
Дом Максимова в XIX веке

Памятная доска

В 1867 году на Старой (Базарной) площади Ростова-на-Дону был построен двухэтажный каменный доходный дом. Он принадлежал торговцу зерном П. Р. Максимову, владевшему ссыпками и мельницами. Согласно некоторым предположениям, автором проекта здания был Трофим Шаржинский. В 1868 году в доме Максимова было открыто новое помещение общественных мест, и туда перешли городская дума, купеческое и мещанское управления. Городская дума заседала в доме Максимова до 1899 года, когда для неё было построено новое здание на Большой Садовой улице.
Помимо городской думы в доме Максимова в разное время размечались и другие учреждения: женское училище М. Л. Левковой, канцелярия купеческого старосты, школа фабрично-заводского обучения, спортивная школа, проектные институты. В доме Максимова также было множество купеческих лавок.
В 2000-х годах здание сменило несколько владельцев, там размещались различные магазины и офисы. В тот же период же начались споры относительно охранного статуса дома Максимова. В апреле 2006 года Ленинский районный суд Ростова-на-Дону лишил дом Максимова статуса объекта культурного наследия. В дальнейшем прокуратура пыталась обжаловать это решение. Дом Максимова подвергся реконструкции и перепланировкам. В 2006 году на здании была установлена мемориальная доска, но в 2011 году в ходе ремонта фасада её сняли. Позже была установлена новая доска.

## Архитектура
Здание расположено на пересечении улицы Станиславского и переулка Семашко. Главный фасад обращён к собору Рождества Пресвятой Богородицы. Здание построено в традициях позднего классицизма. Оконные проёмы первого и второго этажа имеют полуциркульные завершения. Карниз с аркатурным поясом завершает декор фасадов. Центральная часть главного фасада подчёркнута мезонином с рядом небольших арочных окон.